# Scooter (groupe)
Pour les articles homonymes, voir Scooter (homonymie).
Scooter est un groupe allemand de techno, originaire de Hambourg. Après 30 ans de carrière, le groupe dénombre plus de 30 millions de disques vendus dans le monde et plus de 130 disques de certification. Scooter est aussi considéré comme l'un des groupes les plus réussi en Allemagne avec 23 singles dans le top 10 . Le groupe se compose de H.P. Baxxter et de musiciens qui changent régulièrement. Bien que les premières chansons du groupe soient axées hard trance, Scooter s'est également essayé dans d'autres genres musicaux dérivés de la dance comme le hardstyle, le jumpstyle, occasionnellement le hip-hop, le hard rock, la house et le dubstep.
Les titres à succès notables du groupe incluent Hyper Hyper, Move Your Ass!, How Much Is the Fish?, Ramp! (The Logical Song), Nessaja, Weekend, Maria (I Like It Loud), One (Always Hardcore), The Question Is What Is the Question? Jumping All Over the World, J'adore Hardcore, Bigroom Blitz.

## Histoire

### Celebrate the Nun(1987–1992)
Fin 1986, H. P. Baxxter et Rick J. Jordan se rencontrent pour la première fois à Hanovre, en Allemagne, grâce à une petite annonce et fondent le groupe de synthpop/new wave appelé Celebrate the Nun. Les chants en solo sont effectués par Baxxter et les voix féminines par la sœur de Baxxter, Britt Maxime, et Rick J. Jordan joue du clavier et s'occupe de la sonorité. Le groupe fait paraître leur premier album, Meanwhile, en 1989. AllMusic rédige que « pendant les années 1980, les nombreux groupes de synthpop rêvaient de devenir le futur Depeche Mode. Celebrate the Nun n'avait rien d'exceptionnel ; toutefois, l'écriture et les hooks entraînants montent Celebrate the Nun un cran au-dessus des amateurs. » Le single Will You Be There extrait de l'album Meanwhile, atteint la cinquième place du classement Billboard Dance/Club, le 23 juin 1990, et le single She's a Secretary/Strange atteint la 12e le 8 décembre la même année. Slin Tompson, le quatrième membre du line-up original, quitte le groupe en 1990 pour démarrer son propre projet. En 1991, le groupe fait paraître un second album, Continuous, mais n'obtient pas le succès escompté du fait du déclin du synthpop à cette période. Deux singles sont extraits de ce second album, Patience et You Make Me Wonder, mais n'atteignent pas les classements. Ne trouvant aucun succès dans le domaine new wave, Baxxter continue à travailler pour son label indépendant basé à Hambourg (actuellement appelé Edel Records) et fait la rencontre du futur manager du groupe Scooter, Jens Thele.

### The Loopet premier chapitre (1993–1998)

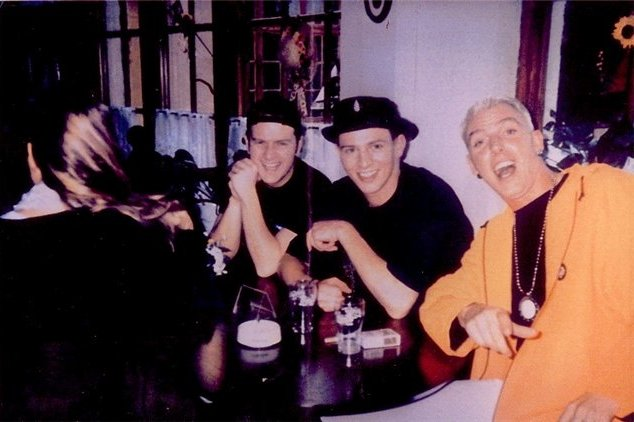
Le groupe Scooter lors du First Chapter (1993–1998). De gauche à droite : Rick J. Jordan, Ferris Bueller, et H.P. Baxxter.

Peu après, fin 1993, les anciens membres de Celebrate the Nun se joignent aux côtés du cousin de Baxxter, Ferris Bueller, sous le management de Jens Thele pour former un groupe de remix du nom de The Loop. The Loop devient l'un des groupes à succès en Allemagne, grâce à la parution de musiques remixées de Adeva, Holly Johnson, The Tag Team et RuPaul,. Scooter débute en tant que projet en décembre 1993. Leur premier single est une reprise de la chanson Vallée De Larmes de René & Gaston, et atteint la huitième place des classements musicaux allemands. En avril 1994, Scooter joue son premier concert au Palladium de Hambourg. À ce stade, Scooter passe officiellement du statut de projet à celui de groupe musical, et le « rap » de Baxxter devient la marque de fabrique du groupe.
Au départ, leur titre Hyper Hyper ne devait pas avoir autant de succès, mais il atteint la deuxième place des classements musicaux allemands, Media Control, puis est finalement certifié triple disque d'or avec 750 000 exemplaires vendus,. Hyper Hyper atteint également la cinquième place des classements suisses, autrichiens et italiens ; il atteint également le top-10 aux Pays-Bas et en Norvège,. Le troisième single de Scooter, Move Your Ass atteint la troisième place du Media Control quelques semaines après parution puis est certifié disque d'or avec plus de 250 000 exemplaires vendus en Allemagne. Le single obtient également un franc succès hors des frontières allemandes, en atteignant le top-5 suisse, autrichien et néerlandais, et le top-10 norvégien et italien,. Les singles suivants, Friends et Endless Summer parviennent à atteindre le top-20 dans de nombreux pays dont la Suisse, l'Autriche et la Finlande,.
Le groupe maintient la maîtrise de sa sonorité puis sort un second album, Our Happy Hardcore, jusqu'à ce que le style musical se différencie avec leur single paru en 1996, I'm Raving (de leur troisième album Wicked) avec un tempo descendant à 138 BPM contrairement à leur tempo habituel oscillant entre 160 et 190 BPM. Le single atteint la quatrième place en Allemagne et est certifié disque d'or avec plus 250 000 exemplaires vendus. Leur quatrième album, Age of Love, atteint la 19e place au Media Control allemand,.

### Deuxième chapitre (1998–2002)

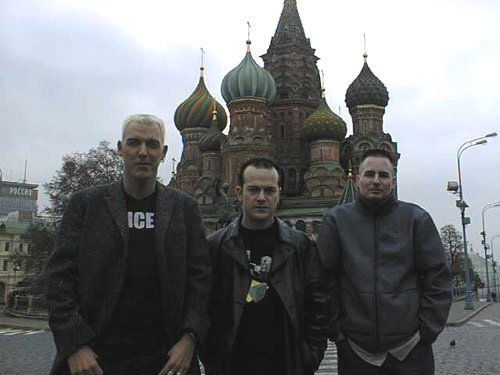
Scooter à Moscou, aux alentours de 2000. De gauche à droite : H.P. Baxxter, Rick J. Jordan, et Axel Coon.

En 1998, Ferris Bueller (Soren Buehler) quitte le groupe pour se concentrer sur une carrière solo (il admet plus tard avoir souffert de dépression pendant de nombreuses années à la suite des changements de son mode de vie comme pop star), puis se voit remplacé par DJ Axel Coon, qui avait déjà participé aux enregistrement du groupe. Coon a également joué en live pour Scooter à certaines occasions. En juin 1998, Scooter fait paraître l'un de ses plus grands titres How Much Is the Fish? qui atteint la 3e place des classements musicaux allemands ; le single est certifié disque d'or et vendu à plus de 250 000 exemplaires rien qu'en Allemagne,. Leur cinquième album studio, No Time to Chill atteint la 4e place du Media Control allemand, atteint les classements finlandais, est certifié disque d'or et vendu à plus de 36 000 exemplaires,,. Dans la même veine, l'album est certifié disque d'or en Pologne avec des ventes excédant 50 000 exemplaires.
En juillet 1999, Scooter fait paraître son premier single Faster Harder Scooter, extrait de leur sixième album, Back to the Heavyweight Jam. Le single atteignant la 7e place nationale, les classements musicaux en Scandinavie, la 3e place en Suède et la 2e place en Finlande, le trio devient certifié disque de platine en Suède avec 40 000 exemplaires du single vendus,,. Le second single, Fuck the Millennium, paru en novembre 1999, atteint la onzième place du Media Control et, comme pour son prédécesseur, reste 11 semaines dans les classements. Le single est également bien accueilli en Scandinavie, atteignant la troisième place en Suède, la 4e en Finlande, et finalement certifié disque d'or avec 20 000 exemplaires vendus,. L'album Back to the Heavyweight Jam, comme pour les singles, est un succès en Scandinavie, atteignant le top-5 en Finlande et en Suède où il est certifié disque d'or avec plus de 40 000 exemplaires vendus,.
Scooter fait paraître leur septième album studio, Sheffield, en mai 2000. Sheffield prend une nouvelle tournure musicale avec un rythme 6/8 sur les titres Don't Gimme the Funk et Sex Dwarf. Fin 2000, après la parution de leur second single She's the Sun, Scooter est récompensé du Comet auc VIVA Comet Awards dans la catégorie « meilleur groupe à succès ». Le 21e single du groupe, Posse (I Need You on the Floor) est paru en Allemagne le 21 mai 2001, et il s'agit du premier single de Scooter depuis Endless Summer à présenter une voix aiguë en guise de chœur. Le single atteint la 7e place en Allemagne et passe 13 semaines au classement. Leur huitième album, We Bring the Noise, paru en juin 2001, présente un nouveau single, Aiii Shot the DJ. En décembre 2001, Scooter fait paraître son 23e single Ramp! (The Logical Song) extrait de leur compilation Best of intitulée Push the Beat for This Jam. Le single est certifié disque de platine en Australie et en Norvège, et atteint la 2e place des classements musicaux au Royaume-Uni, pays dans lequel il est certifié disque d'or avec 400 000 ventes,,,. L'album lui-même, publié le 22 janvier 2002, est certifié disque d'or au Royaume-Uni, en Suède et en Norvège,, .

### Troisième chapitre (2002–2006)

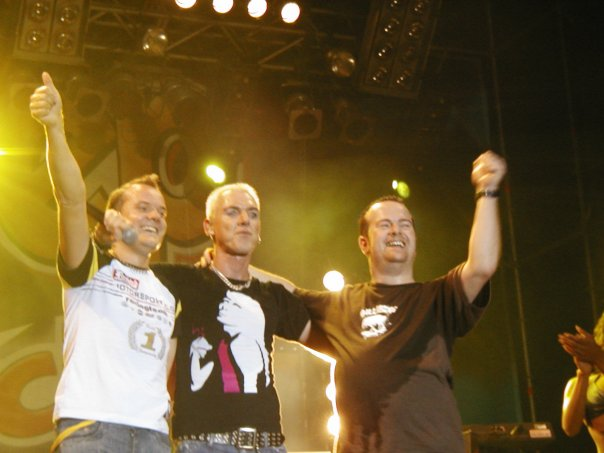
Scooter à Kiev en 2004. De gauche à droite : Jay Frog, H.P. Baxxter, et Rick J. Jordan.

Au début de 2002, immédiatement après la parution de leur compilation Push the Beat for this Jam, Axel Coon quitte le groupe pour se concentrer sur une carrière solo dans le DJing et le remixage, et Jay Frog devient le troisième membre officiel du groupe. Jay Frog jouait occasionnellement avec le groupe avant qu'il le rejoigne. Pour introniser Frog à leurs fans, le trio fait paraître une seconde compilation en 2002, 24 Carat Gold. Le 24e single de Scooter, Nessaja est une reprise du titre Tabaluga de Peter Maffay et débute à la première place des classements musicaux allemands. Le single est certifié disque d'or en Allemagne avec 250 000 exemplaires vendus. Le single est également bien accueilli en Autriche, en Norvège et au Danemark, pays dans lesquels il atteint le top-5 ; il atteint également le top-10 en Suisse, en Finlande et aux Pays-Bas.
Scooter savoure son retour dans les classements musicaux britanniques, avec la parution du six de leurs singles dans le top-20 : The Logical Song (2e place), Nessaja (4e place), Posse (I Need You On The Floor) (15e place), Weekend! (12e place), The Night (16e place) et Maria (I Like It Loud) (16e place), qui atteignent les classements pendant 18 mois consécutifs. En 2003, le vidéoclip du titre Weekend! devient un clip à scandale à cause de scènes exposant des danseuses seins nus. La chanson atteint la 2e place du Media Control allemand. En mars 2003, Scooter fait paraître l'album The Stadium Techno Experience qui atteint la 7e place du Media Control, et certifié disque d'or en Suède, en Norvège et en Hongrie,,,. Le single The Night atteint le top-10 en Allemagne. Le single  Maria (I Like It Loud) est commercialisé en collaboration avec les producteurs hardcore Marc Acardipane et Dick Rules, et atteint la 4e des classements. Mind The Gap est le dixième album studio du groupe, commercialisé le 8 novembre 2004 en trois différentes versions. Il atteint la 16e place en Allemagne et passe 21 semaines aux classements,.

### Quatrième chapitre (2006–2013)

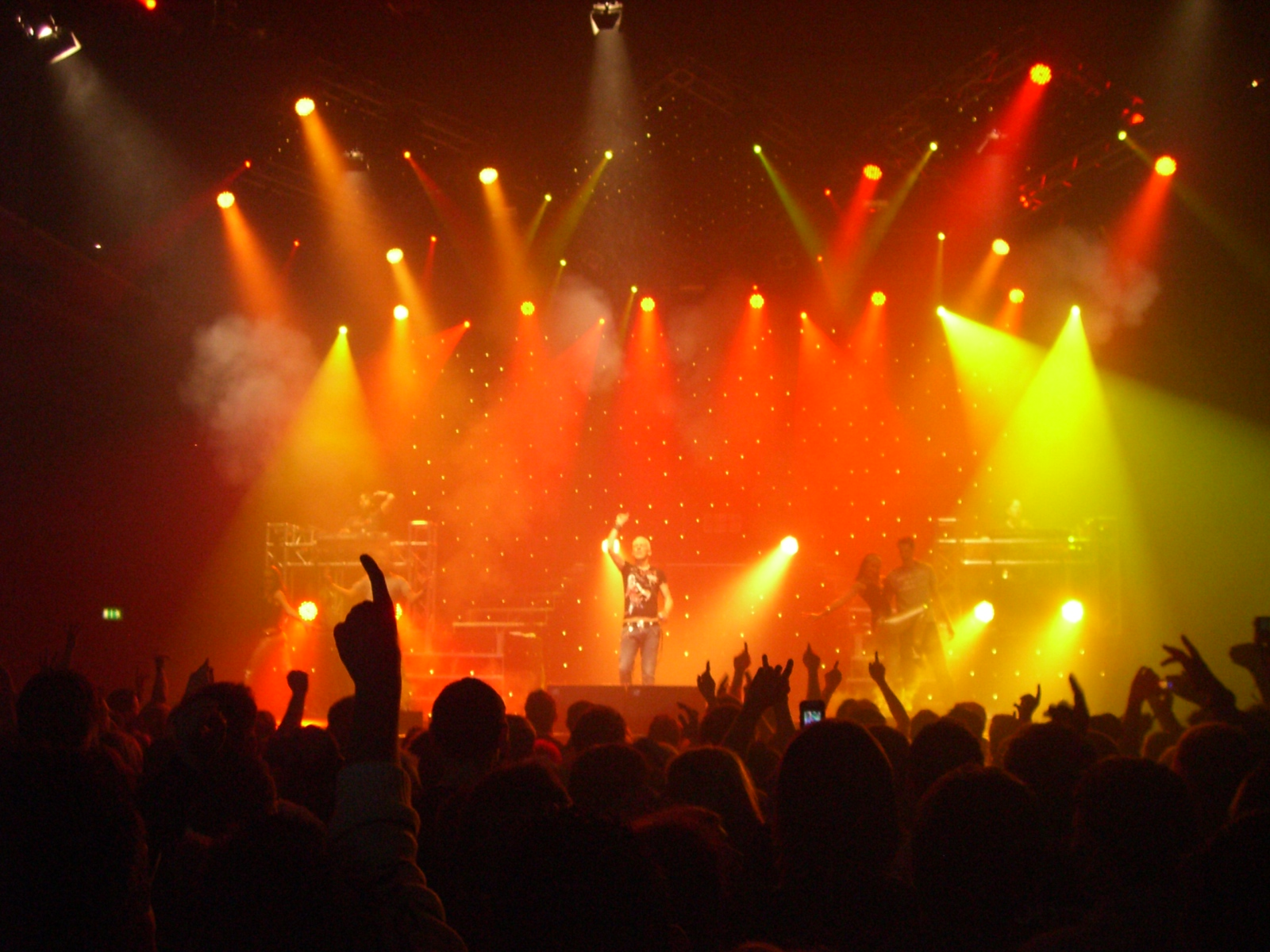
Scooter, à la tournée Jumping all over the World au Zenith de Munich, en 2008.

Le 14 août 2006, le départ de Jay Frog du groupe est annoncé afin qu'il suive une carrière solo. Frog est remplacé par Michael Simon, qui s'était déjà occupé de remixer des titres pour Scooter. Le 19 août, Scooter participe au Tufertschwil Open Air en Suisse, là où Simon commence sa carrière avec le groupe. Le single Behind the Cow est diffusé en avant-première sur le programme télévisé The Dome 40 à Düsseldorf le 1er décembre 2006, puis paru le 19 janvier 2007. Le titre et ses paroles s'inspire de la chanson What Time Is Love? de The KLF. Leur douzième album, The Ultimate Aural Orgasm, avec les titres The United Vibe (reprise de la chanson Catch the Fox de Den Harrow), Scarborough Affair et The Shit That Killed Elvis (collaboration avec Jimmy Pop, le chanteur du groupe américain Bloodhound Gang), est commercialisé le 9 février 2007. L'album atteint la 6e place des classements musicaux allemands et y passe 16 semaines consécutives. Le second single extrait de The Ultimate Aural Orgasm s'intitule Lass Uns Tanzen et est paru le 23 mars la même année. Malgré le fait que le single ait atteint la 19e place des classements allemands, il parvient à rester dans ceux-ci pendant 18 semaines d'affilée. Le 10 août, Scooter fait paraître un nouveau single exclusif appelé The Question Is What Is the Question?, qui atteint la 5e place des classements musicaux, avec 26 semaines d'affilée dans ces classements. Le groupe fait paraître une reprise en jumpstyle de la chanson How Do You Do de Mouth and MacNeal. Scooter fait paraître son treizième album studio, Jumping All Over the World, le 30 novembre 2007, contenant trois singles déjà paru : The Question is What is the Question, And No Matches et Jumping All Over the World).
En novembre 2007, le groupe participe à sa première tournée en Australie, pays qu'ils n'ont jamais visité malgré le classement de leur titre The Logical Song à la première place six ans plus tôt. Scooter joue à la célèbre rave party Scattered de Sydney, et dans les villes d'Adélaïde, Brisbane et Perth. En mars 2008, le groupe embarque pour son premier arena tour britannique aux côtés d'autres groupes du label All Around the World comme Cascada et Ultrabeat. Pendant cette tournée, Scooter joue une version rééditée de leur titre I'm Lonely extrait de l'album Jumping All Over the World ; le single est paru en Allemagne le 18 avril 2008. The Question Is What Is The Question est paru au Royaume-Uni la même année, atteignant la 48e place. Le groupe fait une entrée surprenante au UK Albums Chart avec son album Jumping All Over The World à la 1e place, surclassant le titre Hard Candy de Madonna,. Il s'agit de la première fois que Scooter atteint la première place au Royaume-Uni, et de leur premier album atteignant les charts en cinq ans dans le pays. L'album est finalement certifié disque de platine au Royaume-Uni avec plus de 300 000 ventes.
En février 2009, Scooter fait paraître un album intitulé Hands On Scooter, composé de reprises composées par The Bloodhound Gang, Status Quo, et Sido. En été 2009, Scooter annonce la parution prochaine d'un nouvel album, Under The Radar Over The Top. Le 14 août 2009, Scooter fait paraître J'adore Hardcore, le premier single extrait de l'album Under The Radar Over The Top. J'adore Hardcore s'inspire des musiques de Planet Funk, Chase the Sun et de The Pitcher's, I Just Can't Stop. Le 30 juillet 2009, lors du tournage pour le vidéoclip de J'adore Hardcore, Baxxter a failli mourir lors d'un attentat à la voiture piégée à Majorque, en Espagne. Pour leur prochain single Ti Sento, Scooter collabore avec la chanteuse italienne Antonella Ruggiero. Ti Sento atteint la 10e place des classements allemands. À sa première semaine de vente, Under The Radar Over The Top atteint la deuxième place des charts allemands. Le troisième single est annoncé le 3 novembre 2009 comme étant The Sound Above My Hair extrait de l'album. La vidéo est postée sur YouTube le 12 novembre.  

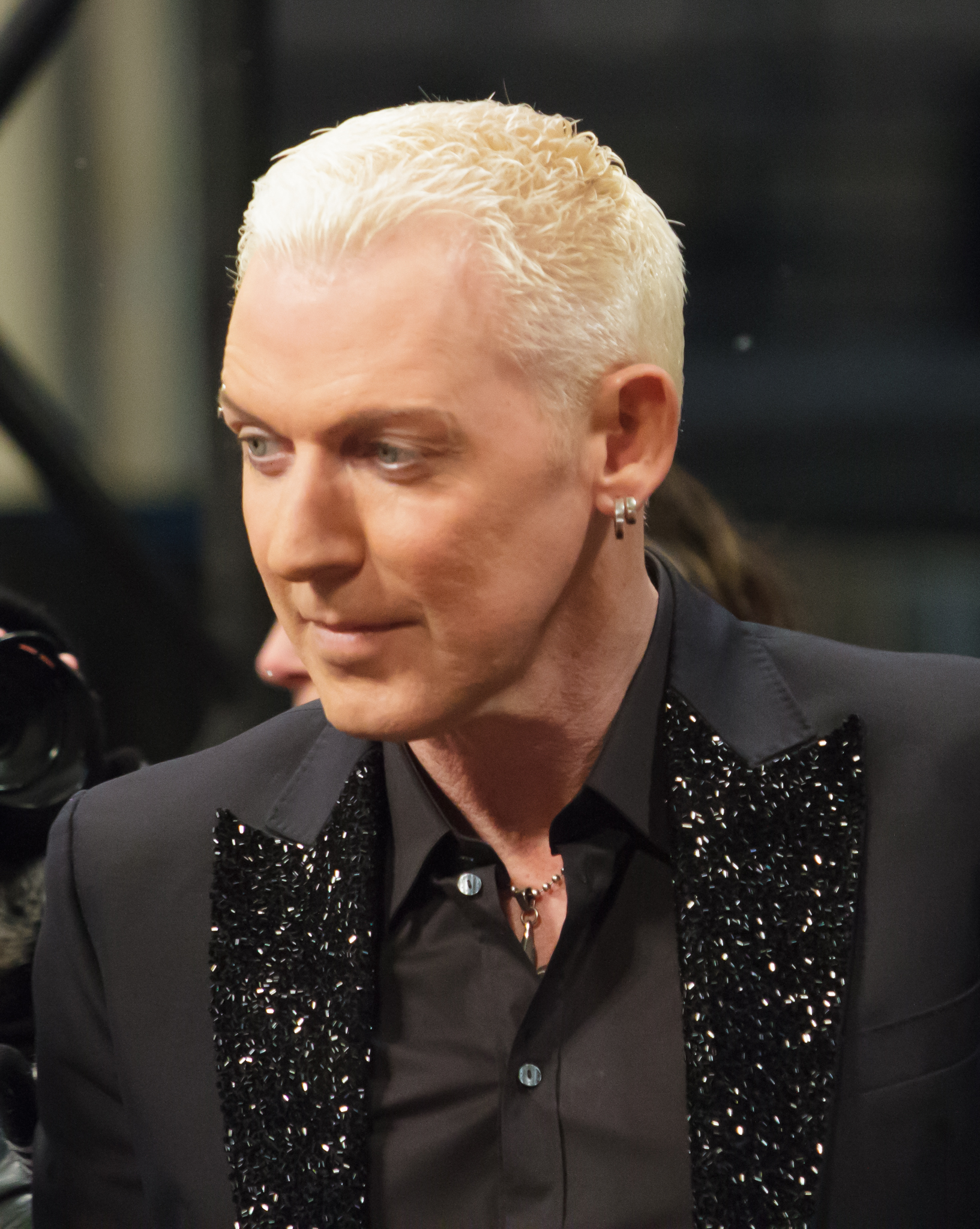
H.P. Baxxter au Echo Music Award, 2013.

Le 9 février 2010, Scooter diffuse son titre Stuck on Replay au Championnat du monde de hockey sur glace 2010 ; il s'agit du quatrième single extrait du prochain album Under The Radar Over The Top. La tournée Under The Radar Over The Top est annoncée avant la parution officielle de l'album. Pendant une semaine, ils partent en concert dans des villes allemandes comme Hambourg, Berlin, et Leipzig, et dans une ville suisse, Zurich, en mars 2010. Le single Stuck on Replay atteint la 34e place des charts allemands.
Après la tournée, Scooter annonce lors d'une entrevue la parution prochaine d'un DVD live, CD, et Blu-ray du concert à Hambourg. Le 10 mai 2010, Scooter annonce une nouvelle tournée, continuité de la tournée Under The Radar Over the Top en décembre 2010 dans des villes comme Rostock, Stuttgart, et Dresde. En juin cette même année, ils participent à une méga-tournée, toujours à Hambourg, à la HSH Nordbank Arena. Le 29 juin 2010, Scooter est programmé pour la tournée Clubland Live 4 aux côtés d'Ultrabeat, ItaloBrothers, et Alex K. Il s'agit de la seconde tournée du groupe au Royaume-Uni. Ils participent également à des festivals comme Tomorrowland en Belgique, et à d'autres endroits comme en Islande. Cependant, le 6 octobre 2010, Clubland Live 4 est annulé.
Le 15 avril 2011, une version rééditée du single Friends paru en 1995 est commercialisée, intitulée Friends Turbo. Il s'agit du thème officiel de la version allemande du film néerlandais New Kids Turbo. Par la suite, Scooter fait paraître son quinzième album, intitulé The Big Mash Up, le 14 octobre 2011. Le premier single extrait de l'album, The Only One est commercialisé le 20 mai 2011, et atteint la 45e place des charts.  

### Cinquième chapitre (2014–2018)

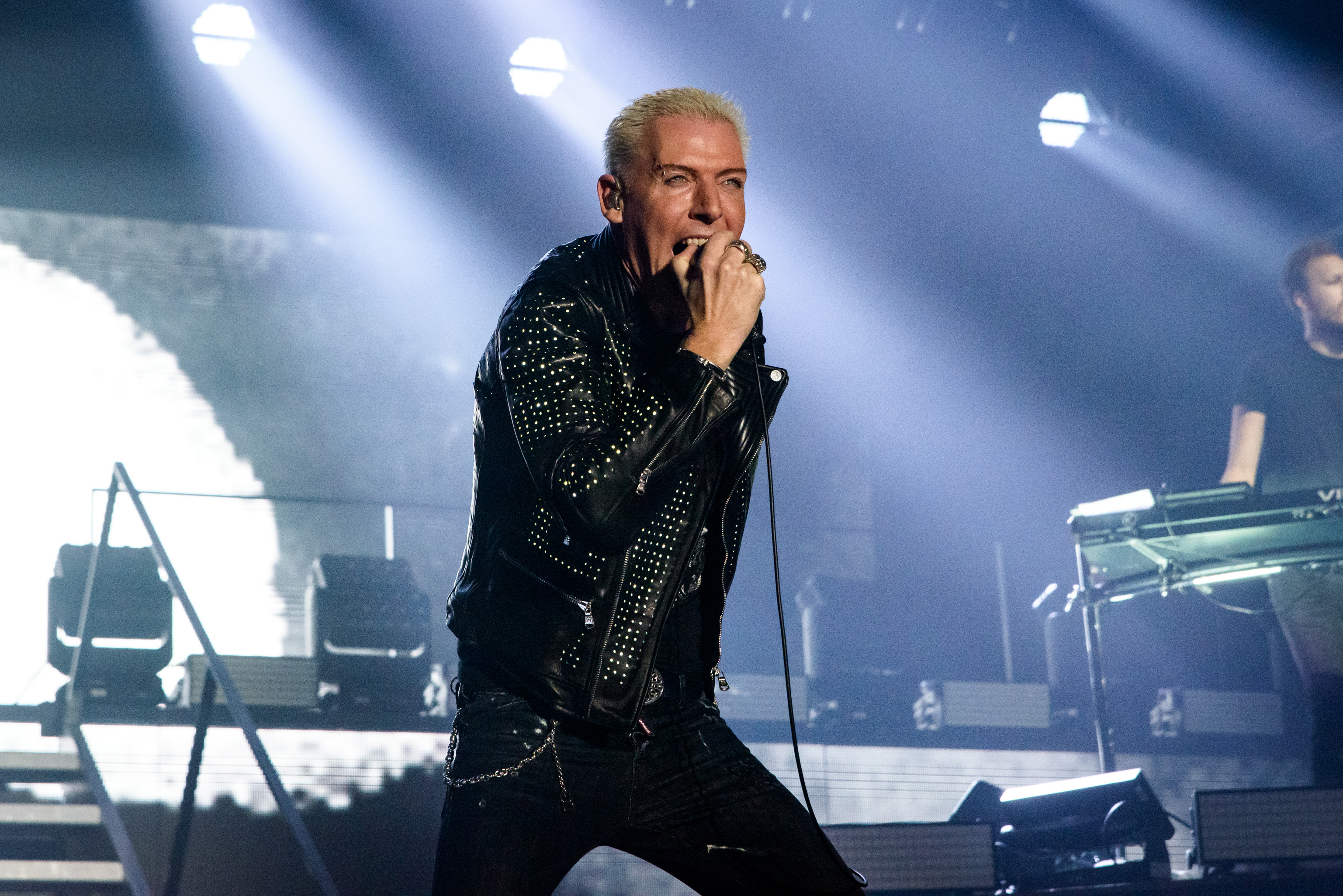
Baxxter en concert à Munich en 2016

Le 15 octobre 2013, Scooter annonce officiellement le départ de Rick J. Jordan du groupe à la fin de la tournée 20 Years of Hardcore Tour 2014. Scooter annonce également la parution prochaine, en août 2014, d'un album, The Fifth Chapter,. Rick est alors remplacé par Philip Speiser, jeune compositeur de musique électronique hongrois. Le 23 mai 2014 sort Bigroom Blitz, en collaboration avec le rappeur américain Wiz Khalifa, et premier single d'un nouvel album annoncé pour le 26 septembre 2014. Un deuxième single suivra, Today, avec la participation de la chanteuse Vassy. Le 5 décembre est commercialisé leur troisième single, Can't Stop the Hardcore, un titre hardstyle aux accents grecs[Quoi ?][réf. nécessaire].
En avril 2015, Scooter entre en studio pour enregistrer une nouvelle version du titre Radiate. Le 29 mai 2015 sort le titre Radiate second duo avec la chanteuse Vassy, 5e et dernier single de l'album The Fifth Chapter. Le clip s'inspire du film Spy de Paul Feig. La tournée officielle Can't Stop the Hardcore Tour débute le 26 février 2015 à Düsseldorf jusqu'au 4 mars 2016 à Leipzig[réf. nécessaire]. Le 5 février 2016, sort le nouvel album Ace en même temps que le second single de l'album intitulé Oi. Le troisième et dernier single sort le 6 mai 2016 qui s'intitule Mary Got No Lamb.
L'année 2017 marque un nouvel événement pour le groupe qui se prépare déjà à fêter leurs 25 ans de carrière avec la tournée européenne 100% Scooter - 25 Years Wild and Wicked Tour qui débutera le 7 juillet à Leipzig, et s'étendra jusqu'au 26 février 2018 à Munich. Les membres du groupe entreront en studio pour préparer leur nouvel album après la fin de la quatorzième saison de l'émission télévisée Deutschland sucht den SuperStar où H.P Baxxter officie en tant que membre de jury du concours. Le 15 mai 2017, le groupe annonce son prochain single, Bora! Bora! Bora!, une réinterprétation jumpstyle du morceau The United Vibe paru en 2007 sur l'album The Ultimate Aural Orgasm. Le clip de ce single est lancé le 26 mai 2017, et un nouvel album est annoncé pour le 1er septembre 2017, Scooter Forever,.

### Sixième chapitre (2019–2022)
En février 2019, le DJ et producteur de hardstyle Noisecontrollers remixe la musique Move Your Ass afin de rendre hommage au succès que connaît le groupe depuis ses débuts. Le vidéo clip sort le 1er février sur YouTube. C'est en avril 2019 que le nouveau membre Sebastian Schilde fait son arrivée au sein du groupe pour remplacer Phil Speiser. Le sixième chapitre est désormais lancé.
Le nouvel album initialement prévu pour octobre 2020 est repoussé au 16 avril 2021 en raison des annulations de concert à cause des mesures politiques prises en Allemagne et dans toute l'Europe liées à la pandémie de Covid-19. La tournée God Save The Rave tour en Europe ainsi notamment que le célèbre festival Tomorrowland sont reportées en 2022. Sebastian Schilde et Michael Simon annoncent leur départ du groupe en décembre 2022.

### Septième chapitre (depuis 2023)
Un film documentaire tourné entre 2020 et 2022 pendant la tournée God Save the Rave sort le 12 janvier 2023. Un nouveau single est sortie le 13 janvier 2023 intitulé (Waste Your Youth). Le 20 janvier 2023, les nouveau membres du groupe sont officialisés avec le retour de Jürgen Frosch (Jay Frog) et l'arrivée de Marc Blou, un jeune producteur électronique allemand. La tournée God Save the Rave se poursuivra durant l’année 2023. Le groupe sort leur nouvel album Open Your Mind and Your Trousers le 22 mars 2024.

## Style musical
Le style musical de Scooter est défini comme un mélange entre le happy hardcore et la hard trance. Scooter s'est largement inspiré d'artistes et groupes comme The KLF, Marc Acardipane, Charly Lownoise et Mental Theo, et a, durant les années 2010, repris des mélodies de producteurs hardstyle, comme Technoboy et Headhunterz,. Le chanteur H.P. Baxxter effectue lui-même les chants, qui impliquent, de temps à autre, des calembours et jeux de mots[réf. souhaitée].
La marque de fabrique de Scooter présente un tempo rapide et des mélodies joyeuses, accompagnés de paroles chantées par H.P. Baxxter, de l'échantillonnage, et occasionnellement des chœurs souvent aigus.
Il arrive fréquemment que le groupe fasse des reprises pour ses propres chansons (comme sur Ramp! (The Logical Song) reprenant The Logical Song de Supertramp, Nessaja basée sur la chanson homonyme de Peter Maffay, Weekend! reprenant la chanson homonyme d'Earth and Fire ainsi que Black Betty du groupe Ram Jam, ou tire son inspiration de divers artistes (comme sur How Much Is the Fish?, dont la mélodie est inspirée de Zeven dagen lang du groupe néerlandais Bots (nl), One (Always Hardcore)), reprenant l'air du refrain de la chanson Alive de Pearl Jam, ou Jumping All Over the World reprenant la ligne mélodique de la chanson A Glass of Champagne du groupe anglais Sailor).

## Membres

### Membres actuels
- H.P. Baxxter – chant, guitare (depuis 1993)
- Jay Frog - claviers, composition, production (2022-)
- Marc Blou - claviers, composition, production (2022-)

### Anciens membres
- Ferris Bueller – claviers, composition, production (1993–1998)
- Axel Coon - claviers, composition, production (1998–2002)
- Jay Frog - claviers, composition, production (2002–2006)
- Rick J. Jordan – design sonore, ingénierie sonore, composition, production, claviers, guitare (1993–2014)
- Phil Speiser - production, composition, claviers (2014-2018)
- Michael Simon – production, composition, claviers (2006-2022)
- Sebastian Schilde - production, composition, claviers (2019-2022)

### Management
- Jens Thele
- Kai Busse (bookings)
- Klaus Perreth (management des tournées)

## Discographie
- 1995 : ...and the Beat Goes On!
- 1996 : Our Happy Hardcore
- 1996 : Wicked!
- 1997 : Age of Love
- 1998 : No Time to Chill
- 1999 : Back to the Heavyweight Jam
- 2000 : Sheffield
- 2001 : We Bring the Noise!
- 2003 : The Stadium Techno Experience
- 2004 : Mind The Gap
- 2005 : Who's Got the Last Laugh Now?
- 2007 : The Ultimate Aural Orgasm
- 2007 : Jumping All Over the World
- 2009 : Under the Radar Over the Top
- 2011 : The Big Mash Up
- 2012 : Music for a Big Night Out
- 2014 : The Fifth Chapter
- 2016 : Ace
- 2017 : Scooter Forever
- 2021 : God Save the Rave
- 2024 : Open Your Mind and Your Trousers

## Vidéographie
- 2001 : Aiii Shot The DJ, tiré de We Bring The Noise!, réalisé par Patric Ullaeus
- 2001 : Posse (I Need You on the Floor), tiré de We Bring the Noise!, réalisé par Patric Ullaeus
- 2001 : Posse (I Need You on the Floor) (live), tiré de We Bring the Noise!, réalisé par Patric Ullaeus

## Distinctions
| Année | Titre                                            |
| ----- | ------------------------------------------------ |
| 2003  | Viva Comet Award - meilleur groupe dance         |
| 2003  | Echo Award - meilleur single dance               |
| 2004  | Echo Award - meilleur groupe dance               |
| 2009  | The Dome Award - For 20 Performances At The Dome |
| 2010  | Viva Platinum Comet Award - All Time Most Played |